# 상품

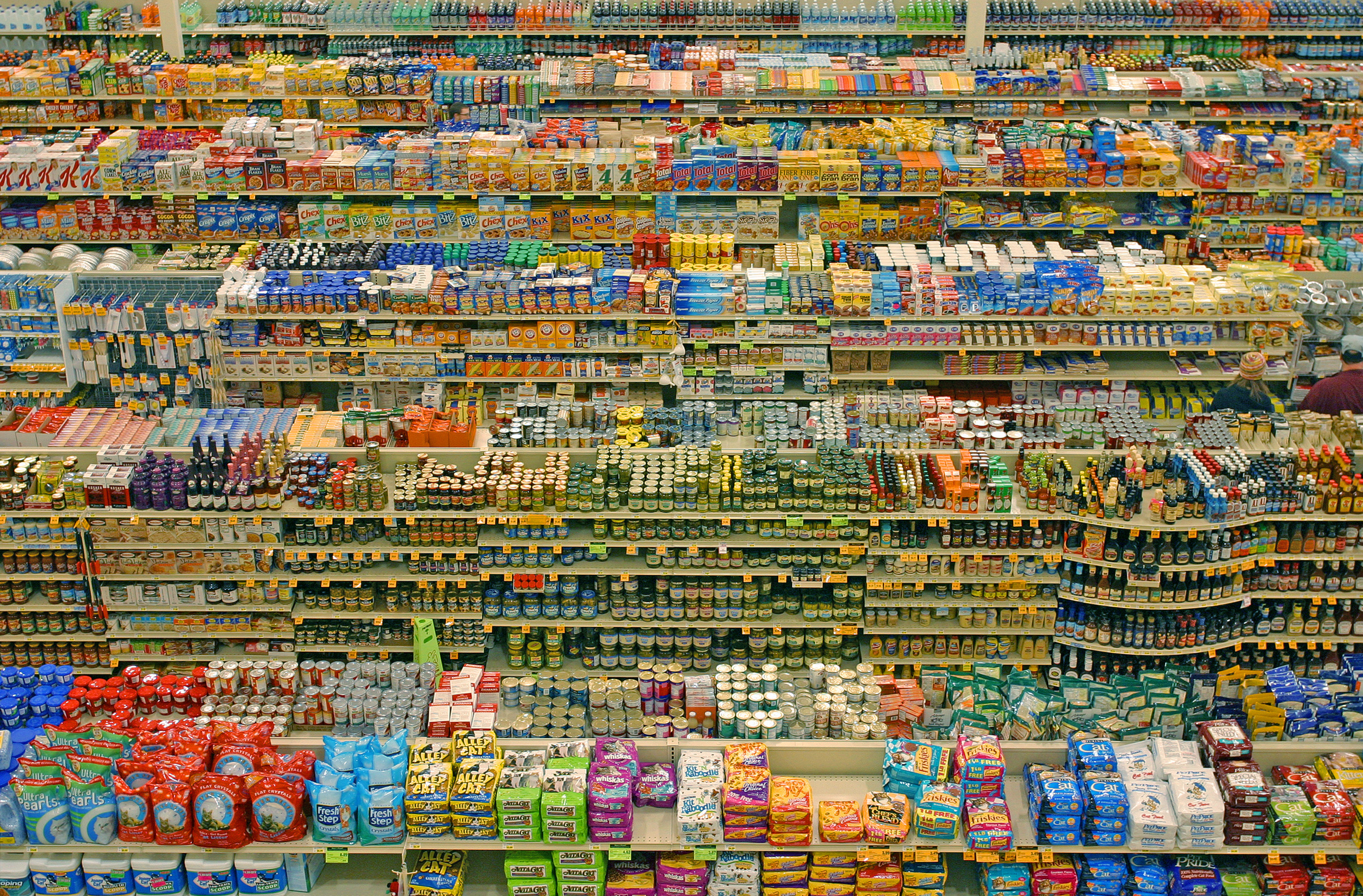

상품(商品)이란 시장에서 매매되는 재화나 용역을 말한다. 경제주체의 필요에 의해 시장에서 거래될 수 있는 것이라면 유형, 무형을 가리지 않고 상품이라 할 수 있다. 상업에서는 매장에서 판매하는 모든 재화를 상품이라 한다.
기업회계에서의 상품의 의미는 조금 달라서, 제조 공정을 거치지 않은 재화를 의미한다. 이는 제품과 대조되는 개념으로, 기업회계에서의 '제품'은 제조 공정을 거쳐 만들어진 재화를 의미하므로 상품과 다르다. 예를 들어 직접 제조하여 시계를 판매한다면 그것은 제품이지만, 납품업자에게서 시계를 사와서 그것을 판매한다면 그것은 상품이 된다. 또한 기업 회계에서는 상품과 용역을 구분하는 것이 일반적이다.
상품이 거래되는 곳을 시장이라 한다. 시장은 거래되는 상품의 종류에 따라 소매시장, 증권시장과 같이 불린다.

## 상품의 종류
상품은 크게 재화와 용역으로 구분되며 형태에 따라 유형 상품과 무형 상품으로 나뉘기도 한다. 일반적으로 말하는 상품은 유형상품으로, 가게나 할인매장 등에서 팔리는 소매품을 가리킨다. 식품, 의류, 가전 등 소비자가 일상 생활에서 필요로 하는 재화가 주종을 이룬다. 무형상품은 주식, 보험 등의 금융상품, 업무의 대행, 법률 자문, 물품의 배달과 같이 편의를 제공하는 용역 등을 말한다.

## 마르크스 경제학에서의 상품
고전적인 정치경제학, 특히 카를 마르크스의 《자본론》에서는 상품을 인간의 노동력에 의해 생산되고 시장에서 팔기 위해 만들어진 생산물로 본다. 여기에는 물품과 용역이 모두 포함된다. 그리고 인간의 노동력 자체와 예술 작품, 천연 자원 등과 같이 시장을 위해 생산된 것이 아니며 재생산할 수 없는 것들조차도 가치와 무관하게 상품으로 취급된다.
마르크스는 노동가치설을 이용하여 무엇이 재화의 경제적 가치를 창출하는지를 파악하고자 하는 각도에서 상품을 분석하였다. 이 문제는 아담 스미스와 데이비드 리카도, 요한 로트베르투스 등에 의해서도 광범위하게 논쟁이 되어 왔다.

## 같이 보기
- 제품